# General Federation of Nepalese Trade Unions
Die General Federation of Nepalese Trade Unions (GEFONT, Allgemeine Föderation Nepalesischer Gewerkschaften) ist der derzeit größte Gewerkschaftsdachverband in Nepal.
Die GEFONT entstand 1989 aus dem Zusammenschluss der Nepal Independent Workers Union, der Independent Transport Workers Association of Nepal, der Nepal Independent Hotel Workers Union und der Trekking Workers Association of Nepal und steht der Kommunistischen Partei Nepals – Vereinigte Marxisten-Leninisten nahe.
Dem derzeit Mitglieder rund 304.000 zählende Dachverband sind 17 Einzelgewerkschaften und das Central Women Workers' Department als Sonderstruktur für Frauen angeschlossen, die beiden zahlenmäßig stärksten Einzelgewerkschaften sind diejenigen der Landarbeiter und der Bauberufe. 
GEFONT ist neben dem Nepal Trade Union Congress und der Democratic Confederation of Nepalese Trade Unions eines von drei nepalesischen Mitgliedern des Internationalen Gewerkschaftsbundes (IGB). In der Mitgliederliste des IGB wird die Mitgliedschaft mit 387.480 angegeben (Stand: November 2017).

## Einzelnachweis
1. ↑  Mitgliederliste des IGB, abgerufen am 23. Mai 2018